# Afrokanadier
Als Afrokanadier (amerikanisch-englisch African Canadian oder Black Canadian) werden alle Einwohner Kanadas bezeichnet, deren Vorfahren zumindest teilweise aus dem südlich der Sahara gelegenen Teil Afrikas stammen. Die Mehrheit der schwarzen Kanadier sind Nachfahren der im 19. Jahrhundert aus den USA geflüchteten Sklaven. Andere Angehörige dieser Minderheit immigrierten im 20. Jahrhundert aus der Karibik und Sub-Sahara-Afrika ins Land. Im Jahre 2006 waren 2,5 % aller Kanadier Schwarze (783.795 Personen). Etwa 78 % der Afrokanadier leben in den Städten Toronto, Montreal, Ottawa, Vancouver und Halifax.